# Les Grandes Voiles du Havre (2025)
Pour les articles homonymes, voir Les Grandes Voiles du Havre.
Les Grandes Voiles du Havre sont un rassemblement de bateaux traditionnels qui se déroulent du vendredi 4 au lundi 7 juillet 2025 dans le port du Havre où sera donné départ de la première étape de la Tall Ships' Races 2025 organisée par la Sail Training International . Celle-ci ralliera Dunkerque, puis Aberdeen (Écosse), Kristiansand (Norvège) et enfin Esbjerg (Danemark).
Une quarantaine de grands voiliers sont attendus dans les bassins Paul Vatine et de l’Eure. L'accès pour la visite des grands voiliers est gratuit. Ce grand rassemblement s'inscrit dans le cadre de la 9e édition de la saison Un Été Au Havre, en 2025 : concerts, spectacles, parade des équipages, animation, restauration et feu d'artifice de clôture.

## Grands voiliers inscrits
- Belem,  Classé MH (1984) trois-mâts barque de 65 m  France,
- Biche, BIP dundee de 32 m,  France
- Capitan Miranda, goélette à trois mâts de 61 m  Uruguay,
- Christian Radich, trois-mâts carré de 73 m,  Norvège,
- Dar Młodzieży, trois-mâts carré de 109 m,  Pologne,
- Eendracht, goélette à trois mâts de 58 m,  Pays-Bas,
- Excelsior, ketch de 31 m,  Royaume-Uni,
- Fryderyk Chopin, brick de 55,50 m,  Pologne,
- Gulden Leeuw, goélette à hunier de 70 m  Pays-Bas,
- Jolie Brise, cotre de 22 m  Royaume-Uni,
- Kapitan Glowacki, brigantin de 31 m,  Pologne,
- Le Français, trois-mâts barque de 47 m,  France,
- Marie-Fernand,  Classé MH (1986) cotre de 24 m,  France,
- Morgenster, brick de 48 m,  Pays-Bas,
- Mutin, cotre de 33 m,  France,
- Nébuleuse, dundee de 32 m,  France,
- Pascual Flores goélette à trois mâts de 43 m,  Espagne,
- Phoenix, goélette de 34 m,  France,
- Pogoria, trois-mâts goélette de 47 m,  Pologne,
- Rona II ketch de 26 m,  Royaume-Uni,
- TS Royalist, brick de 32 m,  Royaume-Uni,
- Shabab Oman II, trois-mâts carré de 86 m,  Oman,
- Spaniel sloop de 17 m,  Lettonie,
- Sørlandet, trois-mâts carré de 65 m  Norvège,
- Tara goélette de 36 m,  France,
- Thalassa, trois-mâts goélette de 50 m  Pays-Bas,
- Urania ketch de 27 m,  Pays-Bas,
- Wylde Swan, goélette à hunier de 62 m,  Pays-Bas,

## Tall Ship Race 2025
Les courses sont organisées chaque année en Europe et une fois par décennie les régates traversent l’Atlantique. Elles rassemblent des voiliers monocoques mesurant de 9,14 m de long jusqu’à 100 m et plus.
Le départ de la Tall Ships Race au Havre sera le premier des trois des plus grands rassemblements de vieux gréements en Europe avec Sail Bremerhaven et Sail Amsterdam fin août.
Les voiliers quitteront Le Havre (France) le 7 juillet pour rallier Dunkerque (France), puis Aberdeen (Ecosse Royaume-Uni) et Kristiansand (Norvège), pour une arrivée à Esbjerg (Danemark).
En France, deux manifestations maritimes sont associées à la course : 
- Les Grandes Voiles du Havre 2025, du 4 au 7 juillet 2025, au Havre
- Les Voiles de légende, du 10 au 13 juillet 2025, à Dunkerque